# كريستوفر ديكي
كريستوفر ديكي (بالإنجليزية: Christopher Dickey)‏ هو صحفي أمريكي، ولد في 31 أغسطس 1951.

## وصلات خارجية
- الموقع الرسمي